# 111P/Helin-Roman-Crockett
111P/Helin-Roman-Crockett, komet Enckeove vrste.
Otkrila ga je Eleanor Helin na fotografskim pločama koje su snimili Ron Helin, Brian Roman, i Randy Crockett 5. siječnja 1989. na slikama snimljenim 2. i 3. tog mjeseca u zvjezdarnici na Mount Palomaru 0,46 metarskim Schmidtovim teleskopom. Ovo je komet Jupiterove obitelji znan za bliska prilaženja Jupiteru, čime je komet kvazi-Hildine obitelji. Tijekom tih prilaženja u stvari kruži oko Jupitera u orbiti. Zadnji takav pristup bio je 1976., a sljedeći će biti 2071. godine. Jupiterovske orbite vrlo su eliptične i subjektom intenzivne sunčeve perturbacije na apojoviansku što izvlači komet iz Jupiterove orbite za sasvim novi ciklus.
Prema simulacijama takav je ciklus nestabilan, i objekt će ili biti zarobljen u kolizijskoj orbiti poput kometa Shoemaker-Levy 9 ili će ga izbaciti u novu orbitu koja nema periodična prilaženja. Iz ovog proizlazi da je orbita kometa 111P recentna u zadnjih par tisuća godina. Odgovara definiciji komete Enckeove vrste s Tisserandovim parametrom TJupiter > 3; a < a TJupiter.